# Poggese Football Club 2001-2002
Questa pagina raccoglie le informazioni riguardanti la Poggese Football Club 1915-1999 nelle competizioni ufficiali della stagione 2001-2002.

## Rosa
| N. |                    | Ruolo | Calciatore            |
| -- | ------------------ | ----- | --------------------- |
|    | Georgia (bandiera) | C     | Khakhaber Akhaladze   |
|    | Italia (bandiera)  | C     | Francesco Aldrovandi  |
|    | Italia (bandiera)  | D     | Simone Dante Angeli   |
|    | Italia (bandiera)  | C     | Ugo Aquino            |
|    | Italia (bandiera)  | C     | Andrea Barbi          |
|    | Italia (bandiera)  | D     | Francesco Biondi      |
|    | Italia (bandiera)  | C     | Gionata Cammalleri    |
|    | Italia (bandiera)  | C     | Nicola Cammalleri     |
|    | Italia (bandiera)  | D     | Alessandro Cartini    |
|    | Italia (bandiera)  | D     | Flavio Chiti          |
|    | Italia (bandiera)  | A     | Luca Cinquetti        |
|    | Italia (bandiera)  | P     | Paolo Codognola       |
|    | Italia (bandiera)  | A     | Cristian Cordioli     |
|    | Italia (bandiera)  | C     | Luca Corradi          |
|    | Italia (bandiera)  | C     | Arnaldo Franzini      |
|    | Italia (bandiera)  | D     | Roberto Gallini       |
|    | Italia (bandiera)  | D     | Giovanmatteo Grignani |

| N. |                   | Ruolo | Calciatore              |
| -- | ----------------- | ----- | ----------------------- |
|    | Italia (bandiera) | P     | Gabriele Marini         |
|    | Italia (bandiera) | D     | Emanuele Massarenti     |
|    | Italia (bandiera) | A     | Marcello Melli (II)     |
|    | Italia (bandiera) | C     | Marco Mirri             |
|    | Italia (bandiera) | C     | Eugenio Nicoletti       |
|    | Italia (bandiera) | D     | Massimiliano Ossari     |
|    | Italia (bandiera) | D     | Massimiliano Rindone    |
|    | Italia (bandiera) | C     | Marco Rosati            |
|    | Italia (bandiera) | A     | Enrico Rossi            |
|    | Italia (bandiera) | C     | Marco Russo             |
|    | Italia (bandiera) | D     | Giorgio Stradaroli      |
|    | Italia (bandiera) | A     | Davide Succi            |
|    | Italia (bandiera) | A     | Matteo Testi            |
|    | Italia (bandiera) | D     | Stefano Todeschini      |
|    | Italia (bandiera) | C     | Massimiliano Torricelli |
|    | Italia (bandiera) | C     | Stefano Vigorelli       |
|    | Italia (bandiera) | C     | Massimiliano Zanoli     |